# 荷叶铁线蕨
荷叶铁线蕨（学名：Adiantum nelumboides）为铁线蕨科铁线蕨属的一种植物。分布于中国长江三峡地区。
早期认为是肾叶铁线蕨的变种(A. reniforme var. sinensis)，2015年提升为独立种。
由于三峡工程建设, 荷叶铁线蕨分布范围急剧缩小，再加上具有观赏和药用价值导致的人工采挖，使该物种濒临灭绝。